# Tarkhan (Khazaria)
Tarkhan (... – 850) fu un sovrano Khazaro, di dubbia esistenza o discendenza.
Probabilmente è stato un sovrano che regnò in un periodo turbolento dovuto alle resistenze di una parte della nobiltà Khazara al nuovo ordine dinastico imposto dal predecessore Obadiah.
Da notare che Tahran et sim. è un titolo sogdiano di carattere militare e non risulta attribuito come nome, tanto meno a un sovrano.